# Mabus Point
Der Mabus Point ist eine Landspitze an der Küste des ostantarktischen Königin-Marie-Lands. Sie liegt als seewärtiges Ende der Mirny-Halbinsel unmittelbar südlich der Haswell-Inseln und markiert die östliche Begrenzung der Einfahrt zur McDonald Bay. Die Landspitze ist Standort der Mirny-Station.
Die Mannschaft der Westbasis bei der Australasiatischen Antarktisexpedition (1911–1914) unter der Leitung des australischen Polarforschers Douglas Mawson kartierten sie erstmals. Eine neuerliche Kartierung nahm 1955 der US-amerikanische Kartograph Gardner Dean Blodgett anhand von Luftaufnahmen der Operation Highjump (1946–1947) vor. Das Advisory Committee on Antarctic Names benannte sie 1955 nach Lieutenant Commander Howard William Mabus (1907–1991), Offizier an Bord des Eisbrechers USS Edisto zur Errichtung astronomischer Beobachtungsstationen entlang dieser Küste im Rahmen der Operation Windmill (1947–1948).